# 穆卡切沃區

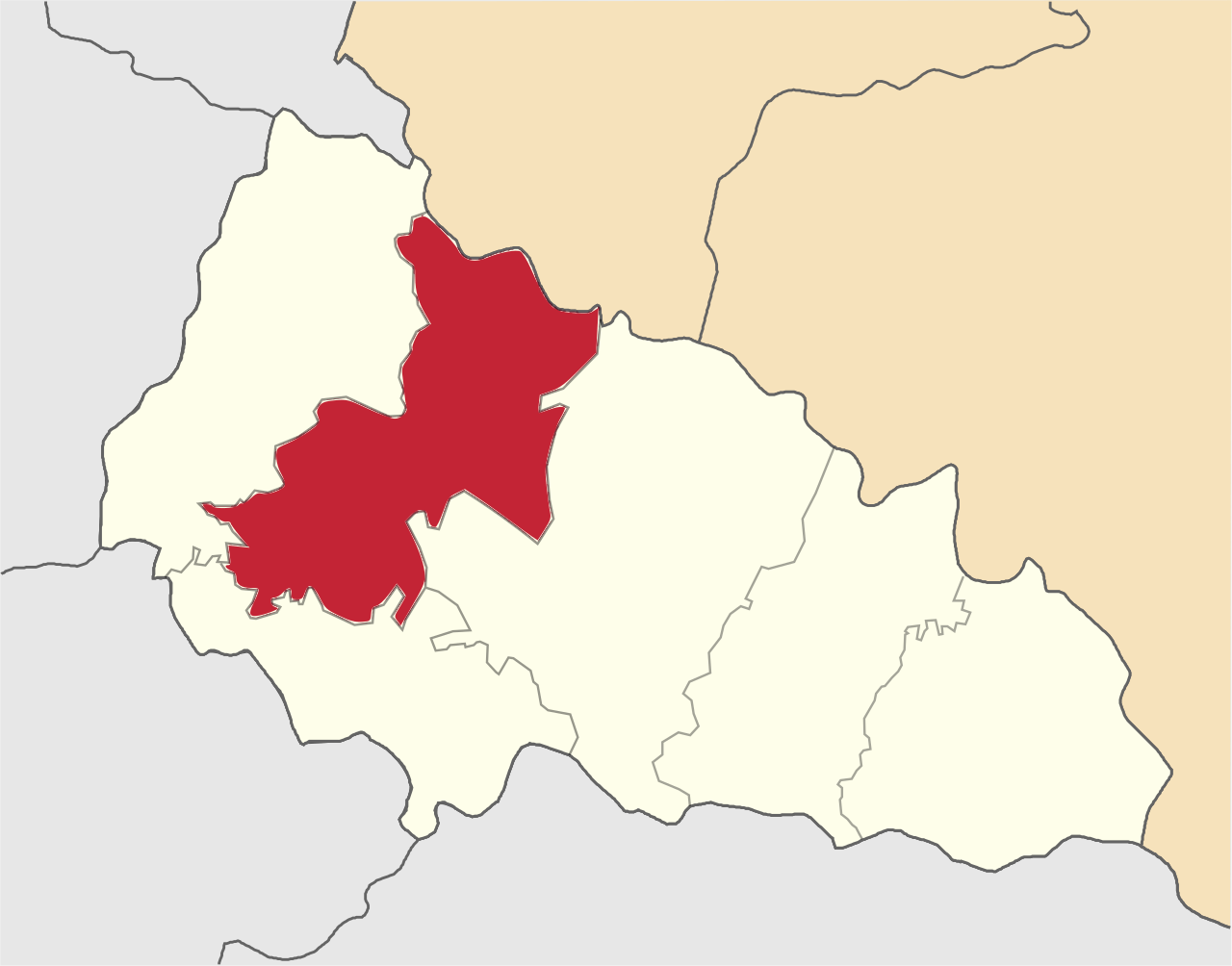
穆卡切沃區在外喀爾巴阡州的位置

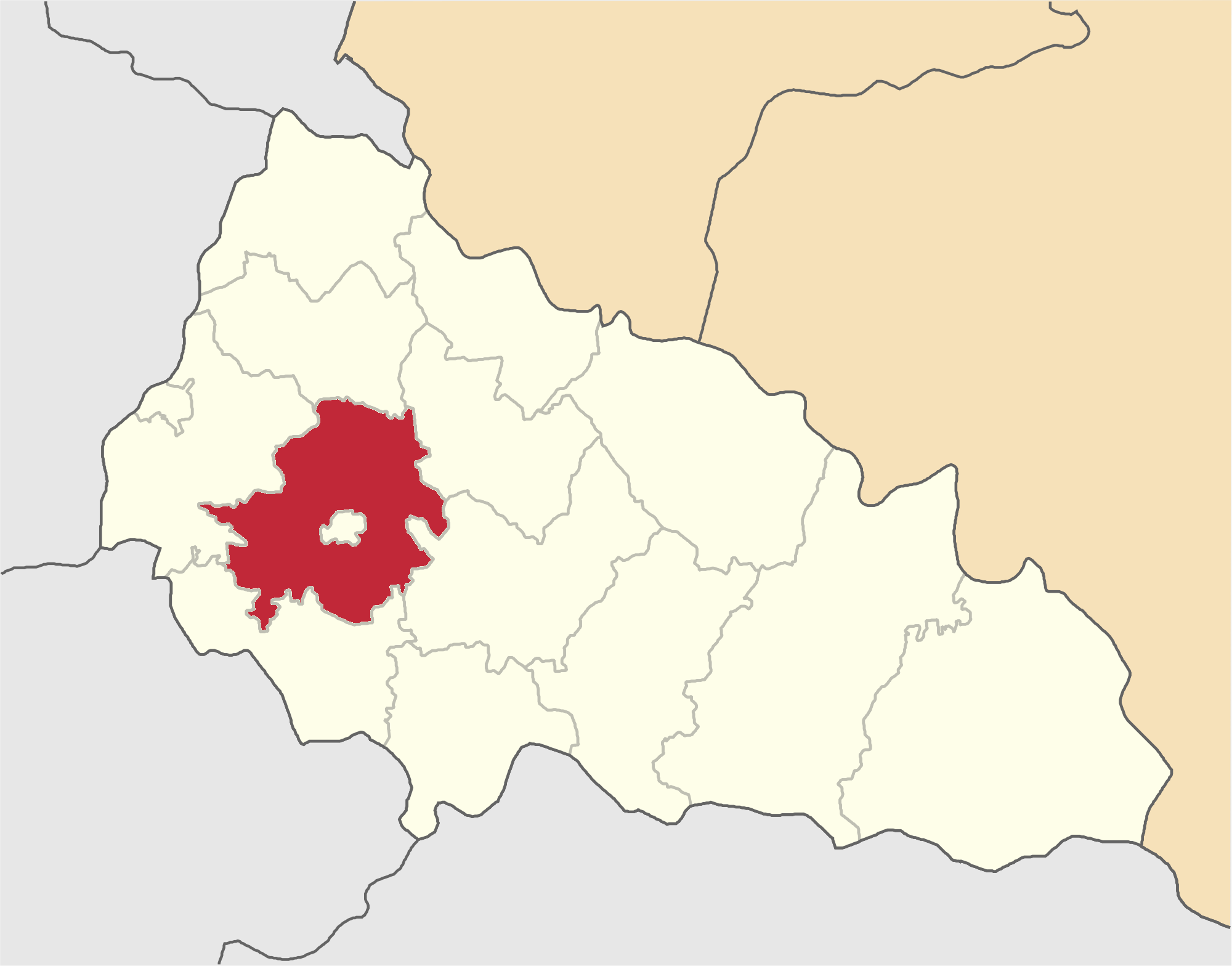
改革前穆卡切沃區在外喀爾巴阡州的位置

穆卡切沃區（烏克蘭語：Мукачівський район），是烏克蘭西部外喀爾巴阡州的一個区，行政中心設於穆卡切沃，面積2,054平方公里，2021年人口数量为252,616人。
2020年7月18日乌克兰施行了行政区划改革，外喀爾巴阡州的区份数量减至6个，穆卡切沃區的面积显著增加。改革前穆卡切沃區的面积为998平方公里，2020年人口数量为99,518人。